# Erich Liebermann-Roßwiese
Erich Liebermann-Roßwiese (nascut el 25 d'agost de 1886 a Roßwiese, districte de Landsberg, Warthe - 1942 al gueto de Riga) va ser un pianista, compositor i llibretista alemany.

## La vida
Va prendre classes de piano durant els seus anys de batxillerat (primer a Landsberg, més tard al "Königstädtisches Gymnasium" de Berlín). Va estudiar del 1907 al 1909 al Conservatori Stern i a la Universitat de Berlín, i més tard a la Universitat de Munic. A partir de 1914 va treballar a Leipzig com a pianista, professor de piano, compositor i llibretista.

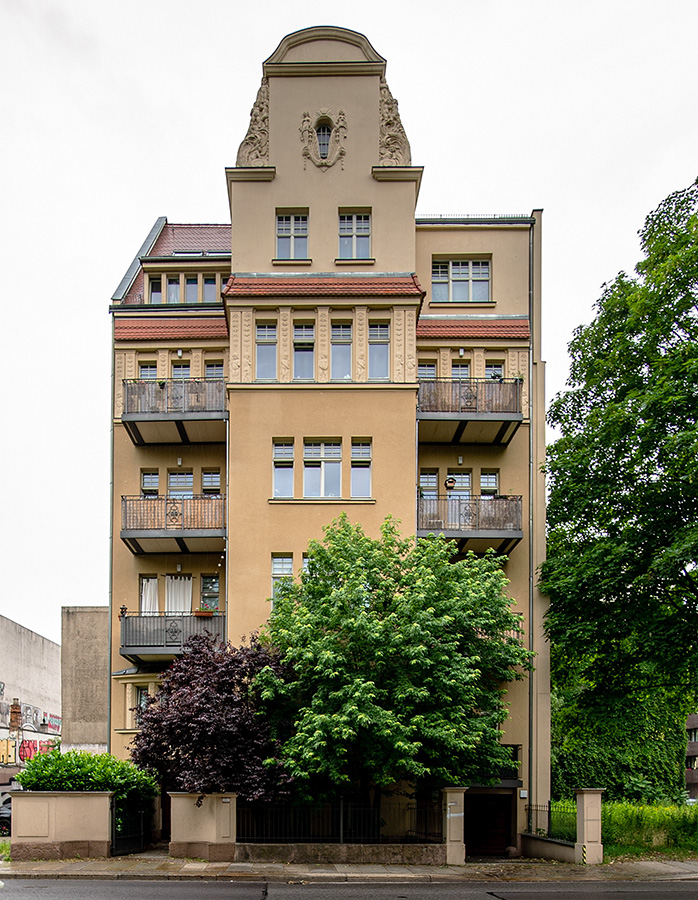
Edifici a leipzig, on va viure Erich Liebermann-Roßwiese

Erich Liebermann-Roßwiese pertanyia a l'Associació d'Artistes i Professors de Música Alemanys del Reich i des de 1921 era l'editor responsable dels programes dels Concerts Filharmònics de Leipzig. El 1928 esdevingué empleat de "Mitteldeutsche Rundfunk AG" (MIRAG, precursor de MDR), inicialment com a cap del departament de discos, succeint a Wilhelm Rettich, i a partir de 1930 com a cap del departament de concerts. Del 1932 al 1933 va ser professor de música radiofònica a l'institut de radiodifusió iniciat per MIRAG.
Liebermann-Roßwiese va ser batejat com a protestant, però encara es considerava jueu després de 1933. Després d'intents infructuosos d'obtenir una posició a Turquia, es va presentar a la ràdio holandesa el 1938, també sense èxit. Darrerament va viure en una "casa jueva" a Leipzig. El 21 de gener de 1942 va ser deportat al gueto de Riga i allí assassinat el mateix any.
Erich Liebermann-Roßwiese, besnet de l'empresari tèxtil Josef Liebermann, estava relacionat amb altres artistes i músics coneguts: el compositor suís Rolf Liebermann era el seu nebot. El pintor Max Liebermann era cosí germà del pare d'Erich Liebermann-Roßwiese.